# Malaysia Open 1996
Die Malaysia Open 1996 im Badminton fanden vom 21. bis zum 25. August 1996 in Kuala Lumpur statt. Das Preisgeld betrug 180.000 US-Dollar.

## Sieger und Platzierte
| Disziplin    | Gold                                   | Silber                      | Bronze                        |
| ------------ | -------------------------------------- | --------------------------- | ----------------------------- |
| Herreneinzel | Ong Ewe Hock                           | Indra Wijaya                | Luo Yigang                    |
| Herreneinzel | Ong Ewe Hock                           | Indra Wijaya                | Chen Gang                     |
| Dameneinzel  | Zhang Ning                             | Wang Chen                   | Gong Zhichao                  |
| Dameneinzel  | Zhang Ning                             | Wang Chen                   | Sun Jian                      |
| Herrendoppel | Cheah Soon Kit Yap Kim Hock            | Choong Tan Fook Lee Wan Wah | Tony Gunawan Rudy Wijaya      |
| Herrendoppel | Cheah Soon Kit Yap Kim Hock            | Choong Tan Fook Lee Wan Wah | Liu Yong Zhang Wei            |
| Damendoppel  | Lisbet Stuer-Lauridsen Marlene Thomsen | Liu Lu Qiang Hong           | Eliza Nathanael Zelin Resiana |
| Damendoppel  | Lisbet Stuer-Lauridsen Marlene Thomsen | Liu Lu Qiang Hong           | Helene Kirkegaard Rikke Olsen |
| Mixed        | Tri Kusharyanto Minarti Timur          | Michael Søgaard Rikke Olsen | Ha Tae-kwon Kim Shin-young    |
| Mixed        | Tri Kusharyanto Minarti Timur          | Michael Søgaard Rikke Olsen | Flandy Limpele Rosalina Riseu |

## Finalergebnisse
| Disziplin    | Sieger                                 | Finalist                    | Ergebnis            |
| ------------ | -------------------------------------- | --------------------------- | ------------------- |
| Herreneinzel | Ong Ewe Hock                           | Indra Wijaya                | 1-15, 15-1, 15-7    |
| Dameneinzel  | Zhang Ning                             | Wang Chen                   | 11-7, 11-8          |
| Herrendoppel | Cheah Soon Kit Yap Kim Hock            | Choong Tan Fook Lee Wan Wah | 15-5, 15-3          |
| Damendoppel  | Marlene Thomsen Lisbet Stuer-Lauridsen | Liu Lu Qiang Hong           | 10-15, 17-15, 17-15 |
| Mixed        | Tri Kusharyanto Minarti Timur          | Michael Søgaard Rikke Olsen | 15-7, 15-5          |

## Ergebnisse

### Herreneinzel Qualifikation
- Hidetaka Yamada –  Zainul Hafiz Yusof: 15-11 / 15-6
- Irwansyah –  Akaraniti Kritanukul: 15-2 / 15-4
- Yap Yong Jyen –  Chee Hou Chong: 15-1 / 15-8
- Siong Khoi Won –  Wai Kong Tang: 15-12 / 15-9
- Jeng Yu-Chi –  Wei Meng Tan: 15-0 / 15-11
- Nguyễn Phú Cường –  Sardha Azmer: 15-0 / 15-1
- Sing Yang Chung –  Wei Horng Tang: 18-17 / 15-1
- Ong Rae Mun –  Song Weng Yee: 15-6 / 15-10
- Ng Kean Kok –  Soo Wei Fong: 15-6 / 15-13
- Pantawat Tantayanusorn –  Kassim Sharil: 15-6 / 18-15
- Huck Lee Ong –  Yong Seng Lo: 15-9 / 15-8
- Kam Fook Ng –  Hidetaka Yamada: 15-7 / 15-12
- Irwansyah –  Yap Yong Jyen: 15-1 / 15-3
- Yeoh Kay Bin –  Chang Kim Wai: 15-10 / 15-10
- Yong Song King –  Osman Azahawari: 15-10 / 15-7
- Siong Khoi Won –  Jeng Yu-Chi: 11-15 / 15-7 / 15-9
- Cheng Foo Yong –  Nguyễn Phú Cường: 15-3 / 15-12
- Michael Sydney –  Sing Yang Chung: 15-11 / 15-3
- Ong Rae Mun –  Felix Ooi: 6-15 / 15-3 / 15-10
- George Rimarcdi –  James Chua: 15-2 / 15-4
- Ng Kean Kok –  K. Sivakumar: 15-2 / 15-8
- A. K. Johannes –  Alvin Chew Ming Yao: 15-5 / 15-12
- Yoon Keang Foo –  Pantawat Tantayanusorn: 15-8 / 15-10
- Le The Hung Pham –  Kassim Saharuddin: 15-2 / 15-6

### Herreneinzel
- Hwang Sun-ho –  Ivan Sotirov: 15-6 / 15-2
- Luo Yigang –  Michael Sydney: 15-7 / 18-14
- Yeoh Kay Bin –  Siong Khoi Won: 15-6 / 11-15 / 15-3
- Ismail Saman –  Pontus Jäntti: 15-11 / 15-4
- Budi Santoso –  Jaime Llanes: 15-6 / 15-1
- Kenneth Jonassen –  Apichai Thiraratsakul: 15-8 / 4-15 / 15-11
- Jason Wong –  Wang Chia-cherng: 15-11 / 3-15 / 15-3
- Davincy Saha –  Kusamao Suzuki: 15-12 / 15-10
- Dipankar Bhattacharjee –  Lin Kuo-chin: 15-11 / 15-7
- Kantharoopan Ponniah –  Anders Boesen: 15-5 / 15-3
- Pang Chen –  Hồ Văn Lợi: 15-5 / 15-1
- Boris Kessov –  Tan Sian Peng: 15-17 / 15-11 / 15-8
- Peter Gade –  Wong Ewee Mun: 15-11 / 15-6
- Indra Wijaya –  Xie Yangchun: 13-15 / 15-5 / 15-2
- Nunung Subandoro –  Jim Laugesen: 15-2 / 15-6
- Imay Hendra –  Ramesh Nathan: 15-11 / 15-9
- Natapol Sarawan –  Theodoros Velkos: 15-6 / 2-15 / 15-12
- Hu Zhilang –  Roslin Hashim: 15-5 / 17-15
- Kam Fook Ng –  A. K. Johannes: 15-7 / 1-15 / 15-5
- Wong Choong Hann –  Chris Bruil: 15-12 / 15-5
- Yoon Keang Foo –  Melvin Llanes: 15-8 / 15-9
- Ong Ewe Hock –  Thomas Søgaard: 15-1 / 15-4
- George Rimarcdi –  Yong Hock Kin: 11-15 / 15-4 / 15-7
- Chen Gang –  Nguyễn Anh Hoàng: 15-5 / 15-6
- Jeffer Rosobin –  Kin Meng Horatius Hwang: 15-2 / 15-1
- Martin Lundgaard Hansen –  Mahathir Mustaffa: 15-2 / 15-8
- Xiao Hui –  Kim Loong Hoo: 15-8 / 15-5
- Hermawan Susanto –  Yau Tsz Yuk: 15-2 / 15-10
- Lo Ah Heng –  Ronald Magnaye: 15-2 / 15-2
- Fung Permadi –  Irwansyah: 7-15 / 15-5 / 15-8
- Gerben Bruijstens –  Rashid Sidek: w.o.
- Jeroen van Dijk –  Shen Li: w.o.
- Hwang Sun-ho –  Gerben Bruijstens: 15-12 / 15-6
- Luo Yigang –  Yeoh Kay Bin: 15-1 / 15-6
- Ismail Saman –  Budi Santoso: 18-14 / 3-15 / 15-5
- Jason Wong –  Kenneth Jonassen: 15-6 / 11-15 / 15-2
- Jeroen van Dijk –  Davincy Saha: 9-15 / 15-10 / 15-8
- Kantharoopan Ponniah –  Dipankar Bhattacharjee: 15-9 / 11-15 / 15-9
- Pang Chen –  Boris Kessov: 15-2 / 15-2
- Indra Wijaya –  Peter Gade: 15-11 / 8-15 / 15-8
- Nunung Subandoro –  Imay Hendra: 15-3 / 15-11
- Hu Zhilang –  Natapol Sarawan: 15-5 / 15-2
- Wong Choong Hann –  Kam Fook Ng: 15-3 / 15-4
- Ong Ewe Hock –  Yoon Keang Foo: 15-2 / 15-8
- Chen Gang –  George Rimarcdi: 15-8 / 2-15 / 15-6
- Jeffer Rosobin –  Martin Lundgaard Hansen: 8-15 / 15-5 / 15-2
- Hermawan Susanto –  Xiao Hui: 15-11 / 5-15 / 15-9
- Fung Permadi –  Lo Ah Heng: 15-10 / 15-8
- Luo Yigang –  Hwang Sun-ho: 15-1 / 15-6
- Jason Wong –  Ismail Saman: 16-18 / 15-2 / 17-14
- Kantharoopan Ponniah –  Jeroen van Dijk: 15-8 / 11-15 / 15-9
- Indra Wijaya –  Pang Chen: 15-6 / 6-15 / 15-7
- Hu Zhilang –  Nunung Subandoro: 5-15 / 18-15 / 15-8
- Ong Ewe Hock –  Wong Choong Hann: 15-6 / 15-18 / 15-1
- Chen Gang –  Jeffer Rosobin: 8-15 / 15-12 / 17-15
- Hermawan Susanto –  Fung Permadi: 15-8 / 15-12
- Luo Yigang –  Jason Wong: 15-8 / 15-6
- Indra Wijaya –  Kantharoopan Ponniah: 15-8 / 15-4
- Ong Ewe Hock –  Hu Zhilang: 15-2 / 15-10
- Chen Gang –  Hermawan Susanto: 15-9 / 15-7
- Indra Wijaya –  Luo Yigang: 15-11 / 11-15 / 15-8
- Ong Ewe Hock –  Chen Gang: 15-2 / 15-6
- Ong Ewe Hock –  Indra Wijaya: 1-15 / 15-1 / 15-7

### Dameneinzel Qualifikation
- Norhasikin Amin –  Takae Masumo: 6-11 / 11-5 / 11-8
- Keiko Takeno –  Nguyễn Thị Thanh Tiền: 11-1 / 11-2
- Hiromi Yamada –  Nguyễn Hạnh Dung: 11-0 / 11-0
- Chor Hooi Yee –  Thanitsara Juntest: 11-6 / 4-11 / 11-2
- Keiko Takeno –  Chew Yew Foo: 11-2 / 11-2
- Chikako Nakayama –  Geevien Saha: 8-11 / 1-11
- Lê Thị Kim Anh –  Lim Pek Siah: 11-1 / 11-7

### Dameneinzel
- Wang Chen –  Ng Ching: 11-2 / 11-7
- Cindana Hartono –  Aparna Popat: 11-0 / 11-1
- Chikako Nakayama –  Zarinah Abdullah: 12-11 / 11-6
- Margit Borg –  Elma Ong: 11-2 / 11-4
- Sun Jian –  Lee Joo Hyun: 9-12 / 11-5 / 11-5
- Marina Andrievskaia –  Keiko Takeno: 6-11 / 11-5 / 11-6
- Meiluawati –  Borislava Petkova: 11-1 / 11-0
- Chan Chia Fong –  Majken Vange: 11-3 / 11-2
- Gong Zhichao –  Dimitrika Dimitrova: 11-1 / 11-1
- Liu Lufang –  Mette Pedersen: 11-6 / 12-10
- Feng Li –  Takako Ida: 12-10 / 11-5
- Zeng Yaqiong –  Lidya Djaelawijaya: 5-11 / 11-4 / 11-5
- Ishwarii Boopathy –  Norhasikin Amin: 11-3 / 11-2
- Christine Magnusson –  Hiromi Yamada: 11-5 / 11-5
- Olivia –  Ella Diehl: 11-1 / 11-7
- Zhang Ning –  Moira Ong: 11-0 / 11-1
- Wang Chen –  Cindana Hartono: 11-3 / 11-1
- Chikako Nakayama –  Margit Borg: 11-6 / 11-6
- Sun Jian –  Marina Andrievskaia: 11-8 / 11-2
- Meiluawati –  Chan Chia Fong: 11-6 / 11-1
- Gong Zhichao –  Liu Lufang: 6-11 / 11-7 / 11-3
- Zeng Yaqiong –  Feng Li: 12-9 / 11-6
- Christine Magnusson –  Ishwarii Boopathy: 11-1 / 10-12 / 11-4
- Zhang Ning –  Olivia: 11-8 / 11-6
- Wang Chen –  Chikako Nakayama: 11-2 / 11-8
- Sun Jian –  Meiluawati: 11-3 / 11-8
- Gong Zhichao –  Zeng Yaqiong: 12-10 / 11-0
- Zhang Ning –  Christine Magnusson: 11-0 / 11-5
- Wang Chen –  Sun Jian: 11-4 / 6-11 / 11-5
- Zhang Ning –  Gong Zhichao: 2-11 / 12-10 / 11-7
- Zhang Ning –  Wang Chen: 11-7 / 11-8

### Herrendoppel Qualifikation
- Soon Thoe Cheah /  Boo Hock Khoo –  James Chua /  Yeoh Kay Bin: 15-8 / 15-2
- Osman Azahawari /  Soo Wei Fong –  Wan Amirul Azan Wan Abdullah /  Mohammad Zulkifly: 15-10 / 15-12
- Fadzil Mat Aris /  Jeremy Velberg –  Kassim Saharuddin /  Kassim Sharil: 15-7 / 17-18 / 15-7
- Ng Kean Kok /  Cheng Foo Yong –  Alvin Chew Ming Yao /  Sing Yang Chung: 15-5 / 15-7
- Hu Zhilang /  Xie Yangchun –  Lin Kuo-chin /  Wang Chia-cherng: 15-4 / 15-6
- Kim Loong Hoo /  Jason Wong –  Kusamao Suzuki /  Hidetaka Yamada: 15-3 / 15-6
- Soon Thoe Cheah /  Boo Hock Khoo –  Wai Kong Tang /  Wei Horng Tang: 15-4 / 15-6
- Mahathir Mustaffa /  Michael Sydney –  Osman Azahawari /  Soo Wei Fong: 15-2 / 15-4
- Thanabalan Arikrishnan /  Song Weng Yee –  Huck Lee Ong /  Wei Meng Tan: 15-8 / 15-1
- Fadzil Mat Aris /  Jeremy Velberg –  Melvin Llanes /  Ronald Magnaye: 15-2 / 15-6
- Ng Kean Kok /  Cheng Foo Yong –  Anders Boesen /  Kenneth Jonassen: 10-15 / 15-8 / 15-9
- Chang Kim Wai /  Wong Choong Hann –  Kam Fook Ng /  Abdullah Razalan: 15-11 / 15-12
- Hu Zhilang /  Xie Yangchun –  Lee Chee Leong /  Ramesh Nathan: 15-4 / 15-6
- Kim Loong Hoo /  Jason Wong –  Duc Minh Ly /  Le The Hung Pham: 15-9 / 15-11

### Herrendoppel
- Cheah Soon Kit /  Yap Kim Hock –  Chang Kim Wai /  Wong Choong Hann: 15-1 / 15-6
- Aras Razak /  Hadi Sugianto –  Tesana Panvisavas /  Anurak Thiraratsakul: 15-4 / 15-12
- Simon Archer /  Chris Hunt –  Chew Choon Eng /  Rosman Razak: 15-6 / 17-14
- Boris Kessov /  Theodoros Velkos –  Wei Kwang Eric Law /  Kok Keong Desmond Tan: 8-15 / 15-9 / 15-4
- Tony Gunawan /  Rudy Wijaya –  Ong Rae Mun /  Yap Yee Hup: 15-4 / 15-5
- Jim Laugesen /  Thomas Stavngaard –  Anh Dang Dang /  Nguyễn Anh Hoàng: 15-3 / 18-13
- Andrei Antropow /  Nikolai Sujew –  Thanabalan Arikrishnan /  Song Weng Yee: 15-0 / 15-2
- Min Zhenyu /  Zhang Jun –  Eddeeza Saha /  Fredyno Saha: 17-14 / 10-15 / 15-11
- Chow Kin Man /  Ma Che Kong –  Patrick Lau Kim Pong /  Tan Sian Peng: 15-8 / 15-11
- Sigit Budiarto /  Dicky Purwotjugiono –  Soon Thoe Cheah /  Boo Hock Khoo: 18-14 / 10-15 / 15-8
- Hu Zhilang /  Xie Yangchun –  Hồ Văn Lợi /  Nguyễn Phú Cường: 15-10 / 15-8
- Liu Yong /  Zhang Wei –  Alex Kwee /  Tan Kim Her: 17-15 / 18-14
- Choong Tan Fook /  Lee Wan Wah –  Norio Imai /  Hiroshi Ohyama: 15-8 / 17-14
- Ade Sutrisna /  Candra Wijaya –  Siripong Siripool /  Khunakorn Sudhisodhi: 15-7 / 8-15 / 15-3
- Chen Chin-Hsien /  Lee Wei-jen –  Luo Yigang /  Xiao Hui: 15-10 / 15-12
- Ha Tae-kwon /  Kang Kyung-jin –  Peter Gade /  Michael Søgaard: 17-16 / 7-15 / 15-10
- Cheah Soon Kit /  Yap Kim Hock –  Aras Razak /  Hadi Sugianto: 15-7 / 15-5
- Simon Archer /  Chris Hunt –  Boris Kessov /  Theodoros Velkos: 15-2 / 15-6
- Tony Gunawan /  Rudy Wijaya –  Jim Laugesen /  Thomas Stavngaard: 15-6 / 18-14
- Andrei Antropow /  Nikolai Sujew –  Min Zhenyu /  Zhang Jun: 15-8 / 15-5
- Sigit Budiarto /  Dicky Purwotjugiono –  Chow Kin Man /  Ma Che Kong: 15-5 / 15-7
- Liu Yong /  Zhang Wei –  Hu Zhilang /  Xie Yangchun: 15-4 / 15-4
- Choong Tan Fook /  Lee Wan Wah –  Ade Sutrisna /  Candra Wijaya: 15-5 / 15-10
- Chen Chin-Hsien /  Lee Wei-jen –  Ha Tae-kwon /  Kang Kyung-jin: w.o.
- Cheah Soon Kit /  Yap Kim Hock –  Simon Archer /  Chris Hunt: 15-11 / 15-11
- Tony Gunawan /  Rudy Wijaya –  Andrei Antropow /  Nikolai Sujew: 15-6 / 15-17 / 15-5
- Liu Yong /  Zhang Wei –  Sigit Budiarto /  Dicky Purwotjugiono: 18-16 / 18-17
- Choong Tan Fook /  Lee Wan Wah –  Chen Chin-Hsien /  Lee Wei-jen: 15-9 / 15-2
- Cheah Soon Kit /  Yap Kim Hock –  Tony Gunawan /  Rudy Wijaya: 15-7 / 15-8
- Choong Tan Fook /  Lee Wan Wah –  Liu Yong /  Zhang Wei: 15-9 / 5-15 / 17-14
- Cheah Soon Kit /  Yap Kim Hock –  Choong Tan Fook /  Lee Wan Wah: 15-5 / 15-3

### Damendoppel
- Wang Chen /  Zhang Ning –  Marina Andrievskaia /  Christine Magnusson: 11-8 / 15-11
- Liu Lu /  Qian Hong –  Rikke Broen /  Mette Pedersen: 15-6 / 15-6
- Ng Ching /  Tung Chau Man –  Elma Ong /  Moira Ong: 15-12 / 18-14
- Ishwarii Boopathy /  Geevien Saha –  Lê Thị Kim Anh /  Nguyễn Thị Thanh Tiền: 15-10 / 15-6
- Gong Zhichao /  Zeng Yaqiong –  Dimitrika Dimitrova /  Borislava Petkova: 15-0 / 15-6
- Maria Bengtsson /  Margit Borg –  Takako Ida /  Hiromi Yamada: 18-14 / 10-15 / 15-10
- Liu Lufang /  Sun Jian –  Chor Hooi Yee /  Lim Pek Siah: 15-7 / 15-1
- Gao Qian /  Wang Li –  Dujfan Iangsuwanpatema /  Ruksita Sookboonmak: 15-10 / 15-2
- Takae Masumo /  Chikako Nakayama –  Norhasikin Amin /  Kuak Seok Choon: 15-8 / 15-5
- Haruko Matsuda /  Shinobu Sasaki –  Thitikan Duangsiri /  Thanitsara Juntest: w.o.
- Ann Jørgensen /  Majken Vange –  Kim Shin-young /  Lee Joo Hyun: w.o.
- Helene Kirkegaard /  Rikke Olsen –  Wang Chen /  Zhang Ning: 15-7 / 15-5
- Indarti Issolina /  Deyana Lomban –  Haruko Matsuda /  Shinobu Sasaki: 15-6 / 15-12
- Liu Lu /  Qian Hong –  Kim Shin-young /  Park Soo-yun: 15-13 / 15-7
- Ng Ching /  Tung Chau Man –  Ishwarii Boopathy /  Geevien Saha: 9-15 / 15-5 / 15-1
- Gong Zhichao /  Zeng Yaqiong –  Maria Bengtsson /  Margit Borg: 17-15 / 15-6
- Lisbet Stuer-Lauridsen /  Marlene Thomsen –  Liu Lufang /  Sun Jian: 15-6 / 15-2
- Gao Qian /  Wang Li –  Ann Jørgensen /  Majken Vange: 12-15 / 15-10 / 15-12
- Eliza Nathanael /  Zelin Resiana –  Takae Masumo /  Chikako Nakayama: 15-8 / 15-8
- Helene Kirkegaard /  Rikke Olsen –  Indarti Issolina /  Deyana Lomban: 15-7 / 15-8
- Liu Lu /  Qian Hong –  Ng Ching /  Tung Chau Man: 15-4 / 15-6
- Lisbet Stuer-Lauridsen /  Marlene Thomsen –  Gong Zhichao /  Zeng Yaqiong: 15-5 / 15-13
- Eliza Nathanael /  Zelin Resiana –  Gao Qian /  Wang Li: 15-0 / 15-1
- Liu Lu /  Qian Hong –  Helene Kirkegaard /  Rikke Olsen: 15-9 / 11-15 / 15-12
- Lisbet Stuer-Lauridsen /  Marlene Thomsen –  Eliza Nathanael /  Zelin Resiana: 15-8 / 15-5
- Lisbet Stuer-Lauridsen /  Marlene Thomsen –  Liu Lu /  Qian Hong: 10-15 / 17-15 / 17-15

### Mixed
- Norio Imai /  Haruko Matsuda –  Zhang Jun /  Liu Lufang: 6-15 / 15-8 / 15-11
- Simon Archer /  Maria Bengtsson –  Ivan Sotirov /  Dimitrika Dimitrova: 15-3 / 15-2
- Liu Yong /  Gao Qian –  Chang Kim Wai /  Chan Chia Fong: 15-0 / 15-1
- Ha Tae-kwon /  Kim Shin-young –  Min Zhenyu /  Wang Li: 15-5 / 15-8
- Chew Choon Eng /  Kuak Seok Choon –  Nguyễn Anh Hoàng /  Lê Thị Kim Anh: 15-2 / 15-3
- Thomas Stavngaard /  Ann Jørgensen –  Ma Che Kong /  Ng Ching: 15-7 / 15-7
- Boo Hock Khoo /  Lee Yin Yin –  Tesana Panvisavas /  Thanitsara Juntest: 7-15 / 15-12 / 17-15
- Zhang Wei /  Qian Hong –  Andrei Antropow /  Ella Diehl: 15-5 / 15-6
- Kang Kyung-jin /  Park Soo-yun –  Wong Choong Hann /  Lim Pek Siah: 15-7 / 15-6
- Hiroshi Ohyama /  Shinobu Sasaki –  Hồ Văn Lợi /  Nguyễn Thị Thanh Tiền: 15-8 / 15-3
- Flandy Limpele /  Rosalina Riseu –  Wei Meng Tan /  Fong Chew Yen: 15-3 / 15-4
- Siripong Siripool /  Ruksita Sookboonmak –  Yong Seng Lo /  Cheh Fui Pang: 15-1 / 15-10
- Chris Hunt /  Helene Kirkegaard –  Nguyễn Phú Cường /  Nguyễn Hạnh Dung: 15-3 / 15-1
- Chen Gang /  Liu Lu –  Lee Chee Leong /  Norhasikin Amin: 15-9 / 11-15 / 15-12
- Tri Kusharyanto /  Minarti Timur –  Norio Imai /  Haruko Matsuda: 15-1 / 15-4
- Simon Archer /  Maria Bengtsson –  Liu Yong /  Gao Qian: 15-8 / 15-5
- Ha Tae-kwon /  Kim Shin-young –  Chew Choon Eng /  Kuak Seok Choon: 15-4 / 15-12
- Thomas Stavngaard /  Ann Jørgensen –  Boo Hock Khoo /  Lee Yin Yin: 15-6 / 15-6
- Kang Kyung-jin /  Park Soo-yun –  Zhang Wei /  Qian Hong: 10-15 / 17-16 / 15-6
- Flandy Limpele /  Rosalina Riseu –  Hiroshi Ohyama /  Shinobu Sasaki: 15-9 / 15-12
- Chris Hunt /  Helene Kirkegaard –  Siripong Siripool /  Ruksita Sookboonmak: 15-5 / 15-3
- Michael Søgaard /  Rikke Olsen –  Chen Gang /  Liu Lu: 15-1 / 15-3
- Tri Kusharyanto /  Minarti Timur –  Simon Archer /  Maria Bengtsson: 15-8 / 15-6
- Ha Tae-kwon /  Kim Shin-young –  Thomas Stavngaard /  Ann Jørgensen: 16-17 / 15-4 / 15-8
- Michael Søgaard /  Rikke Olsen –  Chris Hunt /  Helene Kirkegaard: 10-15 / 15-4 / 15-10
- Flandy Limpele /  Rosalina Riseu –  Kang Kyung-jin /  Park Soo-yun: w.o.
- Tri Kusharyanto /  Minarti Timur –  Ha Tae-kwon /  Kim Shin-young: 15-8 / 10-15 / 15-1
- Michael Søgaard /  Rikke Olsen –  Flandy Limpele /  Rosalina Riseu: 15-4 / 15-5
- Tri Kusharyanto /  Minarti Timur –  Michael Søgaard /  Rikke Olsen: 15-7 / 15-5